# Renée Luth
Renée Barbara Luth (Eibergen, 6 december 1979) is een Nederlandse dichter, schrijver en presentatrice. Ze groeide op in Goor en is woonachtig in Haren.
In Groningen is ze afgestudeerd aan Academie Minerva (kunstacademie) als autonoom kunstenaar. Ze werkte onder andere bij het tijdschrift Zij aan Zij als auteur en redacteur. 
In 2011 debuteerde Luth met haar dichtbundel Pingpongtong. In 2016 verscheen, ook bij uitgeverij Passage, haar bundel Preparaat. 
Haar gedichten werden opgenomen in diverse bloemlezingen. Luth geeft poëzieworkshops en presenteert regelmatig podiumavonden over poëzie.
In februari 2019 werd Luth verkozen tot stadsdichter in Groningen, voor de periode tot 2021.
- Digitale Bibliotheek voor de Nederlandse Letteren: luth006
- Gemeinsame Normdatei: 1105496392
- International Standard Name Identifier: 0000 0003 9695 6383
- Nederlandse Thesaurus van Auteursnamen: 336110685
- Virtual International Authority File: 291947265
- WorldCat: E39PBJfmrdK9phKP9Wgvh7bcfq